# Phytoplasma prunorum
Phytoplasma prunorum è una specie di batterio appartenente alla famiglia delle Acholeplasmataceae.